# 가와치정 (도치기현)
가와치정(河内町)은 도치기현 중앙부에 위치해, 가와치군에 속했던 정이다. 2007년 3월 31일에 가미카와치정과 편입되었다.

## 역사
- 1889년 4월 1일 - 현재의 시역인 후루사토촌, 다와라촌이 성립하였다.
- 1955년 4월 1일 - 후루사토촌, 다와라촌이 합병해 가와치촌이 탄생하였다.
- 1966년 4월 1일 - 정으로 승격해 가와치정이 되었다.
- 2007년 3월 31일 -  가미카와치정과 우쓰노미야시에 편입 합병되었다.

## 교통

### 철도
- 동일본 여객 철도
  - 우쓰노미야 선 (도호쿠 본선)

### 도로
- 국도 제4호선